# ایمانوئل جیگلیوتی
ایمانوئل جیگلیوتی (انگلیسی: Emanuel Gigliotti؛ زادهٔ ۲۰ مهٔ ۱۹۸۷) بازیکن فوتبال اهل آرژانتین است. 

## تیم ملی
وی همچنین در تیم ملی فوتبال آرژانتین بازی کرده است.